# Ministre d'Afers Exteriors de Cap Verd
Aquesta és una llista de ministres d'afers exteriors de Cap Verd.
- 1975–1981: Abílio Duarte
- 1981–1991: Silvino Manuel da Luz
- 1991–1993: Jorge Carlos Fonseca
- 1993–1995: Manuel Casimiro de Jesus Chantre
- 1995–1996: José Tomás Veiga
- 1996–1998: Amílcar Spencer Lopes
- 1998–1999: José Luís de Jesus
- 1999–2001: Rui Alberto de Figueiredo Soares
- 2001–2002: Manuel Inocêncio Sousa
- 2002–2004: Fátima Veiga
- 2004–2008: Víctor Borges
- 2008–2011: José Brito
- 2011–2014: Jorge Borges
- 2014–ara: Jorge Tolentino

## Font
- Rulers.org – Foreign ministers A–D